# Любекская марка
Любекская марка (нем. Lübische Mark) — счетно-весовая единица, существовавшая уже к концу 13 века, а также немецкая денежная единица, возникшая из марки Вендского монетного союза и лёгшая в основу монетной системы Любека и Гамбурга. По весу и денежному содержанию приравнивалась к новгородской гривне. Весила 234 грамма.. В 13 — 15 веках входила в денежное обращение Швеции наряду с собственной денежной системой.

## История
Изначально марка (нем. Mark) — это историческое название счетно-весовой единицы (нем. Gewichtsmark, Zählmark) и монеты. Сначала марка была северогерманской счетно-весовой единицей, разделенной на 8 унций (или эре), так что её можно рассматривать как ⅔ римского фунта (что равнялось 12 унциям). Впервые документально марка упоминается в 857 году. В 11 — 12 веках главным образом в западно-европейских странах в качестве основной весовой единицы она заменила каролингский фунт, который равнялся 16 унциям. По техническим и экономическим причинам появилось много региональных марок с различным весом.
В 1502 году Любек и Люнебург начали чеканку крупных серебряных монет в ⅔ и ⅓ марки по 32 и 16 виттенов весом соответственно 14,4 г. (13,52 г. серебра) и 7,15 г. (6,7 г. серебра). В дальнейшем, в 1506 году монеты в ½ и ¼ марки чеканили города: Любек, Гамбург, Люнебург и Висмар. Из этой марки Вендского монетного союза возникла любекская марка, которая легла в основу монетной системы обоих ганзейских городов Любека и Гамбурга, далее гамбургская банкомарка (см. Банкоталер). По образцу любекской марки и с тем же названием «марка» в Швеции, Норвегии и Дании чеканились монеты достоинством 1, 2, 4 и 8 марок.
Вскоре Кёльнская марка вытеснила все другие немецкие марки и стала играть главную роль, будучи признанной Эслингенским имперским монетным уставом в качестве основной весовой единицы.

## Соотношение денежных единиц
Одна любекская марка равнялась 16 шиллингам или 48 виттенам, или 192 пфеннигам.

### Соотношение с другими валютами
Неуклонное падение в течение XIII—XV веков содержания серебра в шведской монете привело к падению её курса относительно любекской марки на балтийском рынке:
| Годы                                                | 1250—1300     | 1300—1325     | 1350       | 1390—1400         | 1400—1410 | 1420—1422 | 1424 | 1432   | 1433   | 1492 |
| --------------------------------------------------- | ------------- | ------------- | ---------- | ----------------- | --------- | --------- | ---- | ------ | ------ | ---- |
| Отношение шведской денежной марки к любекской марке | 1:2,57 1:2,58 | 1:2,93 1:2,96 | 1:2 1:3,62 | 1:2 1:5,17 1:5,45 | 1:5,45    | 1:7,13    | 1:8  | 1:8,85 | 1:9,83 | 1:12 |